# ジ・イン・クラウド
「ジ・イン・クラウド」（The 'In' Crowd）は、ドビー・グレイが1964年に発表した楽曲。ラムゼイ・ルイス・トリオが翌年にカバーしたインストゥルメンタル・バージョンが大ヒットした。

## 概要
作詞作曲はビリー・ペイジ（1960年代にアレンジャーとして名を馳せたジーン・ペイジの兄弟）。1964年11月に発売されたドビー・グレイのシングルは、ビルボード・Hot 100の13位、R&Bチャートの11位を記録した。イギリスでは25位、カナダでも8位を記録した。
翌1965年、ラムゼイ・ルイス・トリオはライブ・アルバム用にワシントンD.C.のボヘミアン・キャヴァーンズで3日間にわたり演奏し、その中で本作品をカバーした。同年6月に発売されたシングルはビルボード・Hot 100の5位を記録。ロック/R&B的なアレンジが施されていたことから、R&Bチャートでは2位を記録した。同年に発表されたアルバム『The In Crowd』は第8回グラミー賞（1966年）で最優秀インストゥルメンタル・ジャズ・パフォーマンス賞（小グループまたは小グループにおけるソロイスト部門）を受賞した。

## その他のカバー・バージョン
- アルビンとチップマンクス - 1965年のアルバム『Chipmunks à Go-Go』に収録。
- クインシー・ジョーンズ&ヒズ・オーケストラ - 1965年のアルバム『Quincy Plays for Pussycats』に収録[5]。
- ママス&パパス - 1966年のアルバム『If You Can Believe Your Eyes and Ears』に収録。
- ジョージィ・フェイム - 1966年のアルバム『Sweet Things』に収録。
- シルヴィ・ヴァルタン - 1966年のアルバム『Ballade pour un sourire』に収録。フランス語詞で「Sauve-toi」というタイトルでカバーした。
- ブライアン・フェリー - 1974年のアルバム『アナザー・タイム、アナザー・プレイス (いつかどこかで)』に収録。シングルカットされ、全英シングルチャートで13位を記録した。
- グレゴリー・ポーター -2013年のアルバム『Liquid Spirit』に収録。
- チープ・トリック - 2016年のアルバム『Bang, Zoom, Crazy... Hello』に収録。
- ザ・ベンチャーズ - 1965年のアルバム『The Ventures A Go-Go』に収録。
- メル・テイラー(メル・テイラー・アンド・ザ・マジックス名義) - 1966年のアルバム『In Action』に収録。